# 알뜰살림 장만 퀴즈
《알뜰살림 장만 퀴즈》는 SBS에서 1991년 12월 10일부터 1995년 4월 14일까지 방영된 퀴즈 전문 프로그램이다. 원래 KBS에서 방송될 뻔한 사례도 있었고. 1994년부터 1995년까지는 《알뜰살림 퀴즈》로 타이틀이 변경되어서 방송되었고 1995년부터 1997년까지는 《전국주부대항퀴즈》로, 1997년부터 종영시 까지는 《살림을 잡아라》로 방송되었다.
KBS 출신 코미디언 중에 최초의 부부 MC진행을 맡은 프로이기도 하다. 1994년부터 1995년까지는 박상도, 남은영이 진행하였다.

## 코너
- 1등을 잡아라
- 빙고를 외쳐라
- 달려라 달려

## 평가
초창기 때, 지역민방 이전에는 평균 시청률은 30%대 웃돌았으나, 호평을 얻었다.